# Tetramorium longoi
Tetramorium longoi är en myrart som beskrevs av Auguste-Henri Forel 1915. Tetramorium longoi ingår i släktet Tetramorium och familjen myror. Inga underarter finns listade i Catalogue of Life.